# Зимнякское сельское поселение
Зимня́кское се́льское поселе́ние — муниципальное образование в составе Кильмезского района Кировской области России.
Центр — деревня Зимник.

## История
Зимнякское сельское поселение образовано 1 января 2006 года согласно Закону Кировской области от 07.12.2004 № 284-ЗО.

## Население
| 2010 | 2012 | 2013 | 2014 | 2015 | 2016 | 2017 |
| ---- | ---- | ---- | ---- | ---- | ---- | ---- |
| 330  | ↘296 | ↗309 | ↘289 | ↘288 | ↘282 | ↗286 |
| 2018 | 2019 | 2020 | 2021 |      |      |      |
| ↘276 | ↗278 | ↘275 | ↗290 |      |      |      |

## Состав
В состав поселения входят 7 населённых пунктов (население, 2010):
- деревня Зимник — 301 чел.;
- деревня Валинское Устье — 1 чел.;
- деревня Воронье — 9 чел.;
- деревня Докучаево — 5 чел.;
- деревня Матвеевка — 0 чел.;
- деревня Покровское — 0 чел.;
- деревня Рудник — 14 чел.